# Perilissus impunctatus
Perilissus impunctatus är en stekelart som beskrevs av Barron 1992. Perilissus impunctatus ingår i släktet Perilissus och familjen brokparasitsteklar. Inga underarter finns listade i Catalogue of Life.